# Carlos Márquez (actor)
Carlos Márquez Capecchi (Guanoco, Sucre, 15 de abril de 1926 - Caracas, 26 de marzo de 2016) fue un actor venezolano. Su participación en varias obras de teatro y telenovelas hizo que fuese uno de los actores más reconocidos del país.

## Biografía
A los 10 años se mudó a Caracas. En la década de 1945 se casó con Juana Sujo, y entre los dos fundaron la Sociedad Venezolana de Teatro y también el Teatro Los Caobos. 
También actuó en el teatro, pero se retiró a causa del cáncer que se le había detectado. También se casó con la actriz Dolores Beltrán, quien murió en el 2014.
Entre las telenovelas destacadas en las que participó se encuentran La fiera (en la que personificó uno de sus personajes cumbres, "Eleazar Meléndez"), Leonela, Bienvenida Esperanza, El desprecio (donde interpretó a otro de sus personajes más recordados, "Israel Santamaría") y Mi gorda bella. 
En el 2013, con el monólogo Inolvidable, escrito por José Gabriel Núñez, se retira de su carrera profesional. Márquez estuvo activo por 70 años.
En el año 2008 Radio Caracas Televisión en su serie especial de los Grandes de la televisión venezolana, le rinde un homenaje en vida a propósito de sus 55 años de vida artística.
Bajo la conducción de María Alejandra Requena, figuras de la actuación, directores y escritores como María Cristina Lozada, Rosario Prieto, Jorge Palacios, Julio César Mármol y Olegario Barrera, hablan de sus experiencias con Márquez, rememorando grandes personajes así como momentos de la historia de la televisión venezolana.
La experiencia y calidad como actor de Carlos Márquez lo llevó a convertirse en una ejemplar figura del espectáculo, un espejo en el que se han visto reflejadas generaciones de la actuación Venezolana.
Fallece el 26 de marzo de 2016, tras complicaciones de salud debidas a una afección pulmonar. El 27 de marzo de ese año el presidente de la República, Nicolás Maduro le otorga post mortem la Orden Libertadores y Libertadoras de Venezuela en su primera clase.

## Filmografía

### Telenovelas y series
- Libres como el viento (2009) - José Rosario Pacheco
- Nadie me dirá cómo quererte (2008) - El juez
- Camaleona (2007) - Eloy Párraga Farías
- Chao Cristina (2006) - Cristóbal Henríquez
- Amor a palos (2005) - Sr. Oropeza
- Estrambótica Anastasia (2004) - Don Valentino Alfonso
- Mi gorda bella (2002-2003) - Don Segundo Villanueva Arismendi
- Carissima (2001) - Don Felipe Vallemorín
- Mujer secreta (1999) - Don Julio Valladares
- Reina de corazones (1998) - Espíritu Santo
- María de los Ángeles (1997) - Don Bartolomé Vargas
- La llaman Mariamor (1996)
- Los Amores de Anita Peña (1996) - Isidro Zabala
- Amores de fin de siglo (1995) - Don José Tadeo Montalban Isturiz
- El desprecio (1991) - Don Israel Santamaría
- De mujeres (1990) Don Pedro Izaguirre
- Amanda Sabater (1989) - Don Gregorio Sabater
- Señora (1988) - General Fernando Sucre
- Mi amada Beatriz (1987) - Padre Amado Quintana
- Mansión de Luxe (1986) - Don Rafael Sardañas
- La intrusa (1986) - Don Alexis Pereira
- Topacio (1985) - Don Aurelio Sandoval
- Leonela (1984) - Don Joaquín Machado
- Azucena (1984) - Iván Rómulo
- Marisela (1983) - Luis Andrade
- Bienvenida Esperanza (1983) - Don Justo Mendizábal
- Kapricho S.A. (1982)
- ¿Qué pasó con Jacqueline? (1982)
- Luz Marina (1981)
- Luisana mía (1981) - Don Edmundo Bernal
- La comadre (1979) - Esteban
- Estefanía (1979) - Padre Aguas
- La fiera (1978) - Eleazar Meléndez
- Sabrina (1976)
- Valentina (1975) - Don Fernando
- La indomable (1975) - Porfirio Narváez
- Doña Bárbara (1974) - Balbino Paiva
- Raquel - Teniente Porras
- La doña (1972)
- La usurpadora (1971) - Felipe Bracho
- Cristina (1970) - El Duque
- La Madre Emilia (1969)
- La tirana (1965)
- Camay (1954)

### Cine
- La matanza de Santa Bárbara (1986)
- Cangrejo (1982)
- Carmen, la que contaba 16 años (1978)
- Adiós, Alicia (1977) - Don Ignacio
- El joven del carrito (1959) - Raúl Lucera
- Pantano en el cielo (1956)